# Горица Нешовић
Горица Нешовић (Београд, 15. мај 1964 — Београд, 6. октобар 2022) била је српска радијска новинарка, најпознатија по популарном националном јутарњем радијском програму.

## Биографија
Горица Нешовић је рођена 15. маја 1964. године у Београду, где је завршила основну школу и гимназију. Каријеру радио-водитељке започела је 1982. године као сарадница омладинске емисије Ритам срца на Студију Б. Објавила је три књиге инспирисане обичним животом. Имала је сина Марка. Живела је и радила у Београду.

### Каријера
Године 1982. постала је члан редакције Омладинског програма Ритам срца, који се тада емитовао на Студију Б, а из којег је касније настао Радио Б92. Од 1989. до 1991. експериментисала је са различитим жанровима : Вампир квиз, One man show, Поплава. Почетком деведесетих водила је емисије на Трећем каналу, а затим на Телевизији Студио Б забавно музичке програме Видеодром и Неосвест. Била је и уредница београдског Радија City.
Током осамдесетих година радила је и као Диск-џокеј у тада популарним клубовима Академија, Фузија и Буха, где је бирала музику
Након тога Горица Нешовић ради као програмска директорка Радија Б92 и водитељка најслушанијег радијског јутарњег програма у Србији Дизање. Слушаоци Првог програма Радио Београда могли су да прате емисију Буђење коју је уређивала и водила са пријатељем и колегом Драганом Илићем.
После четири године буђења на таласима „Радио Београда“, позитивне вибрације, које дугогодишњи водитељски тандем ствара, сели се на фреквенције новог радија – Индекс. Заједно су уређивали и водили јутарњи програм Буђење сваког радног дана на поменутом националном радију. Пошто су се 2003. године на радију „Б92“ упустили у заједничко вођење јутарњег програма Дизање, Горица и Драган су увидели да су једно другоме делић слагалице који је недостајао да би слика била потпуна, па су тако основали и продукцију Супермиш д.о.о. Нешовић је написала и три романа, Причи никад краја са својом пријатељицом Јелицом Грегановић, Куварица и Није страшно ако паднеш, страшно је ако не устанеш.

### Смрт
Преминула је 6. октобра 2022. године у Београду, а сахрањена на гробљу Орловача.